# Amblystegium chalaropelma
Amblystegium chalaropelma là một loài rêu trong họ Amblystegiaceae. Loài này được Müll. Hal. ex Renauld mô tả khoa học đầu tiên năm 1909.